# Cyrtandra barnesii
Cyrtandra barnesii är en tvåhjärtbladig växtart som beskrevs av Elmer Drew Merrill. Cyrtandra barnesii ingår i släktet Cyrtandra och familjen Gesneriaceae. Inga underarter finns listade i Catalogue of Life.